# Indolin
Az indolin aromás heterociklusos szerves vegyület, összegképlete C8H9N. Kondenzált biciklusos vegyület, molekuláját egy hattagú benzolgyűrű és egy öttagú, nitrogéntartalmú gyűrű alkotja, melyekben két szénatom közös. A molekula váza az indolszerkezet, de a 2-3 kötés telített. Oxidáció/dehidrogénezés révén indollá alakítható.
Indokain előállításához használták.

## Fordítás
- Ez a szócikk részben vagy egészben  az   Indoline című angol Wikipédia-szócikk ezen változatának fordításán alapul.  Az eredeti cikk szerkesztőit annak laptörténete sorolja fel. Ez a jelzés csupán a megfogalmazás eredetét és a szerzői jogokat jelzi, nem szolgál a cikkben szereplő információk forrásmegjelöléseként.